# Karl Kußmaul
Karl Kußmaul (* 8. April 1930 in Betzingen; † 5. Juni 2022 in Reutlingen) war ein deutscher Werkstofftechniker und Materialpüfer. Er war Professor für diese Fächer sowie Direktor der Staatlichen Materialprüfanstalt (MPA) an der Universität Stuttgart.

## Leben
Kußmaul arbeitete als wissenschaftlicher Mitarbeiter ab 1957 an der MPA unter Karl Wellinger, bei dem er 1963 promoviert wurde.
Von 1957 bis 1969 war er als Projektleiter und später auch Leiter der MPA-Außenstelle in Düsseldorf tätig. Unter anderem war er an der Entwicklung und an Einsatzmöglichkeiten von Sonderstahl beteiligt. Im Inland und grenzüberschreitend betraf dies Rohrleitungen für Wasser, Öl, Erdgas und Wasserstoff im Hinblick auf ihre Verarbeitung, Verlegetechnik und Sicherheitstechnik. 1969 wurde er stellvertretender Direktor der MPA in Stuttgart.
Ab 1972 bis 1979 war er Mitglied der Reaktor-Sicherheitskommission. Kußmaul war der Überzeugung, dass ein Bersten des Reaktordruckbehälters eines Kernkraftwerkes bei entsprechender technischer, vor allem werkstofftechnischer Auslegung und bei sachkundiger, regelmäßiger Überprüfung unmöglich sei.
1976 wurde Kußmaul als Ordinarius auf den Lehrstuhl für Materialprüfung, Werkstoffkunde und Festigkeitslehre berufen, womit er gleichzeitig Leiter der MPA Stuttgart wurde. Seine Vorgänger waren Carl von Bach, Erich Siebel und Karl Wellinger. In Stuttgart setzte er sich u. a. für die Einrichtung des Rechenzentrums der Universität Stuttgart (RUS) ein.
Kußmaul war außerdem am Nachweis der Berstsicherheit für die unterschiedlichen Ariane-5-Trägerraketen und am Tragwerk des Centre Georges Pompidou beteiligt sowie als Sachverständiger in Kernenergiefragen an den deutschen Verwaltungsgerichten tätig. Seit 1952 war er Mitglied der Burschenschaft Alemannia Stuttgart, seit 1969 gehörte er dem Verein Deutscher Ingenieure (VDI) an.
1998 wurde Kußmaul emeritiert, ihm folgte sein Schüler Eberhard Roos an Lehrstuhl und MPA nach. Karl Kußmaul verstarb im Juni 2022 im Alter von 92 Jahren.

## Ehrungen
- Verdienstkreuz 1. Klasse des Verdienstordens der Bundesrepublik Deutschland 1986
- Ehrendoktor der Technischen Wissenschaften der Technischen Universität Graz 1989[2]
- Verdienstmedaille des Landes Baden-Württemberg 1997
- Ehrenprofessur an der Nanjing University of Chemical Technology
- Erich-Siebel-Gedenkmünze 1998 des Deutschen Verbands für Materialforschung und -prüfung
- Guilleaume-Gedenkmünze 1998 der VGB PowerTech